# Локателли, Джованни Баттиста
Джованни Баттиста Локателли (итал. Giovanni Battista Locatelli) (7 января 1713 — 14 марта 1785) — актёр, певец и антрепренёр; первый русский оперный и балетный антрепренёр.

## Биография
Его принято называть первым русским антрепренёром. Хотя на самом деле это не совсем так. Пожалуй, правильнее самым первым русским антрепренёром назвать Иоганна Кунста, работавшего под покровительством ещё Петра I. Однако дело Кунста прижиться на Руси не успело и было практически позабыто. Поэтому прибывшему через много лет в Россию Локателли пришлось начинать театральную антрепризу с самого начала.
Локателли прибыл в Петербург в 1757 году с оперной, балетной и драматической труппой и стал устраивать представления для императрицы и её окружения, таким образом войдя в структуру русских императорских театров. Его труппа, получая из казны 7000 р. жалованья в год, играла на сцене театра у Летнего дворца: два раза в неделю за деньги — для публики, раз бесплатно — для двора. По решению императрицы Елизаветы Петровны и с её субсидией в его распоряжение был отдан Старый Придворный театр в Петербурге (абонемент на ложу стоил 100 р. в год и, кроме того, по рублю с человека за вечер). Его театр стал важной вехой в истории театрального движения в России, сам Локателли стал первым профессиональным антрепренёром публичного театра. Дело пошло столь удачно, что он вызвал из Италии ещё певцов (среди которых - известного кастрата Манфредини), машинистов сцены, декораторов, танцовщиков и др.театральных работников и в 1759 г. устроил свой частный театр в Москве (ЭСБЭ, по всей видимости – ошибочно дает дату - 1758). Между Московским университетом и антрепризой Локателли было заключено соглашение об объединении их театральных предприятий (Ученые записки императорского Московского университета. М., 1834. Ч.4. С.352). В результате был построен «Оперный дом» у Красного пруда, где разыгрывались спектакли итальянской труппы, а в дни, свободные от опер, — спектакли «Российского университетского театра», а самым первым представлением Московского Российского университетского театра в Оперном доме Локателли состоялось 25 мая 1759 года — показывалась комедия М.-А. Леграна «Новоприезжие» в переводе А. А. Волкова. Объединение это было выгодно обеим труппам: университет перенимал опыт ведения театрального дела, а Локателли важно было заручиться высоким покровительством университета. По договору Локателли обязался обучать предназначавшихся для сцены воспитанников. Содержание театра было возложено на Локателли, а руководство русской труппой осуществлялось университетом.
Театр Локателли имел огромное значение для развития русского театрального движения, став первым профессиональным учителем нарождающегося русского театра. На его сцене выступали профессиональные артисты, особо блистали две красавицы-балерины — Л. Сакко и А. Белюцци. Московская балетная труппа театра Локателли давала не только классический высокопарный балет, но ещё привнесла на новую российскую почву традиции итальянской commedia dell’arte, близкой по своей природе русским представлениям скоморохов и деревенским (народным) танцам.
Однако со смертью императрицы Елизаветы Петровны в 1762 году едва зародившаяся жизнь Московского театра прекратилась. Предпринимательская деятельность в культуре не дает больших дивидендов, тем более русская публика ещё не была готова к пониманию искусств, круг зрителей  был очень ограничен. Новый император Пётр III сценическим искусством не интересовался. Театр Локателли просуществовал до 1762 г., к весне Локателли вынужден был закрыть театр, требовавший все новых вложений, и распустил свою труппу. Причиной неудачи Локателли был сравнительно небольшой интерес московского населения к таким зрелищам. Кроме того, в Москве 60-х годов XVIII века ещё не было достаточного количества зрителей, могущих содержать театр, — резюмирует Илья Кузнецов, «Рождение Московского балета…». Локателли объявил себя банкротом и возвратился с частью своей труппы в Петербург. Но и в Петербурге Локателли ждали неудачи точно такого же рода – публика первой столицы мало отличалась от второй, любовь к искусствам русской аристократией ещё не была привита, и без государевой поддержки театры не могли выживать.
Скорое воцарение Екатерины II вернуло Высочайшее внимание к театрам. 
В том же 1762 г. в надежде поправить денежные дела он выхлопотал у императрицы позволение дать в С-Петербурге несколько маскарадов, которые, как новинка, имели большой успех. Ему было разрешено давать публичные маскарады, по четвергам, в деревянном Зимнем дворце.
Локателли, потеряв все средства, стал балетмейстером Императорских театров, где ставил балеты, в том числе и своего сочинения.
Часть труппы Локателли, не поехавшая с ним в Петербург, а оставшаяся в Москве, занялась преподавательской деятельностью, о чём сохранились свидетельства: «певец кастрат Манфредини как-то откровенно заявил, что без оперы ему в Москве жилось лучше, чем при опере». Это понятно: «богатые дома» охотно содержали учителей, руководивших нарождающимися крепостными театрами»
Под конец жизни Локателли работал учителем итальянского и французского языков в Петербургской театральной школе при Императорских театрах.